# Морода
Морода (рум. Moroda) — село у повіті Арад в Румунії. Входить до складу комуни Селеуш.
Село розташоване на відстані 401 км на північний захід від Бухареста, 40 км на північний схід від Арада, 147 км на захід від Клуж-Напоки, 79 км на північний схід від Тімішоари.

## Населення
За даними перепису населення 2002 року у селі проживали 740 осіб. Рідною мовою 739 осіб (99,9%) назвали румунську.
Національний склад населення села:
| Національність | Кількість осіб | Відсоток |
| -------------- | -------------- | -------- |
| румуни         | 732            | 98,9%    |
| цигани         | 6              | 0,8%     |